# Cubelles (Alt Loira)
Cubelles és un municipi francès situat al departament de l'Alt Loira i a la regió d'Alvèrnia-Roine-Alps. L'any 2007 tenia 123 habitants.

## Demografia

### Població
El 2007 la població de fet de Cubelles era de 123 persones. Hi havia 56 famílies de les quals 12 eren unipersonals (12 homes vivint sols), 20 parelles sense fills, 20 parelles amb fills i 4 famílies monoparentals amb fills.
La població ha evolucionat segons el següent gràfic:
Habitants censats

### Habitatges
El 2007 hi havia 88 habitatges, 55 eren l'habitatge principal de la família, 28 eren segones residències i 6 estaven desocupats. Tots els 88 habitatges eren cases. Dels 55 habitatges principals, 44 estaven ocupats pels seus propietaris, 5 estaven llogats i ocupats pels llogaters i 6 estaven cedits a títol gratuït; 3 tenien dues cambres, 5 en tenien tres, 17 en tenien quatre i 30 en tenien cinc o més. 43 habitatges disposaven pel capbaix d'una plaça de pàrquing. A 22 habitatges hi havia un automòbil i a 25 n'hi havia dos o més.

### Piràmide de població
La piràmide de població per edats i sexe el 2009 era:
| Homes | Edats   | Dones |
| ----- | ------- | ----- |
| 0     | 95 o +  | 0     |
| 0     | 90 a 94 | 0     |
| 0     | 85 a 89 | 4     |
| 0     | 80 a 84 | 0     |
| 4     | 75 a 79 | 4     |
| 0     | 70 a 74 | 8     |
| 0     | 65 a 69 | 0     |
| 8     | 60 a 64 | 4     |
| 0     | 55 a 59 | 0     |
| 4     | 50 a 54 | 8     |
| 4     | 45 a 49 | 0     |
| 4     | 40 a 44 | 4     |
| 8     | 35 a 39 | 8     |
| 4     | 30 a 34 | 8     |
| 0     | 25 a 29 | 0     |
| 0     | 20 a 24 | 4     |
| 0     | 15 a 19 | 8     |
| 4     | 10 a 14 | 12    |
| 0     | 5 a 9   | 4     |
| 4     | 0 a 4   | 0     |

## Economia
El 2007 la població en edat de treballar era de 79 persones, 68 eren actives i 11 eren inactives. De les 68 persones actives 59 estaven ocupades (32 homes i 27 dones) i 9 estaven aturades (2 homes i 7 dones). De les 11 persones inactives 5 estaven jubilades, 5 estaven estudiant i 1 estava classificada com a «altres inactius».

### Ingressos
El 2009 a Cubelles hi havia 60 unitats fiscals que integraven 143 persones, la mediana anual d'ingressos fiscals per persona era de 10.644 €.

### Activitats econòmiques
Dels 7 establiments que hi havia el 2007, 1 era d'una empresa extractiva, 1 d'una empresa alimentària, 1 d'una empresa de fabricació d'altres productes industrials, 3 d'empreses de construcció i 1 d'una entitat de l'administració pública.
Dels 3 establiments de servei als particulars que hi havia el 2009, 1 era un paleta, 1 lampisteria i 1 electricista.
L'any 2000 a Cubelles hi havia 14 explotacions agrícoles que ocupaven un total de 649 hectàrees.

## Poblacions més properes
El següent diagrama mostra les poblacions més properes.